# Vitt nässelmott
Vitt nässelmott, Anania hortulata, är en fjärilsart som beskrevs av Carl von Linné 1758. Vitt nässelmott ingår i släktet Anania och familjen gräsmott, Crambidae.  Arten har livskraftiga (LC) populationer i både Sverige och i Finland. Inga underarter finns listade i Catalogue of Life.
Fjärilen har ett vingspann på 24-28 millimeter. Den lever i buskmarker, skogsbryn och högörtsängar i hela Europa, utom längst i norr.

## Bildgalleri

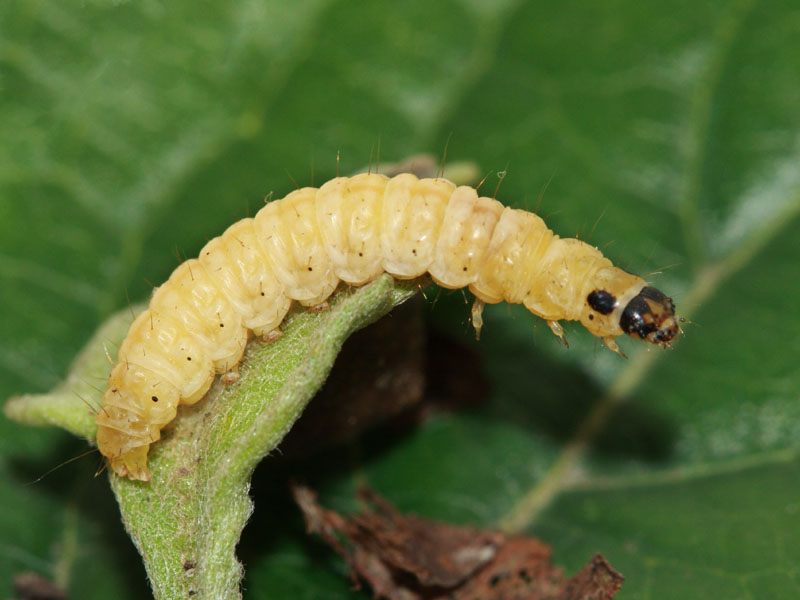
Fjärilens larv.
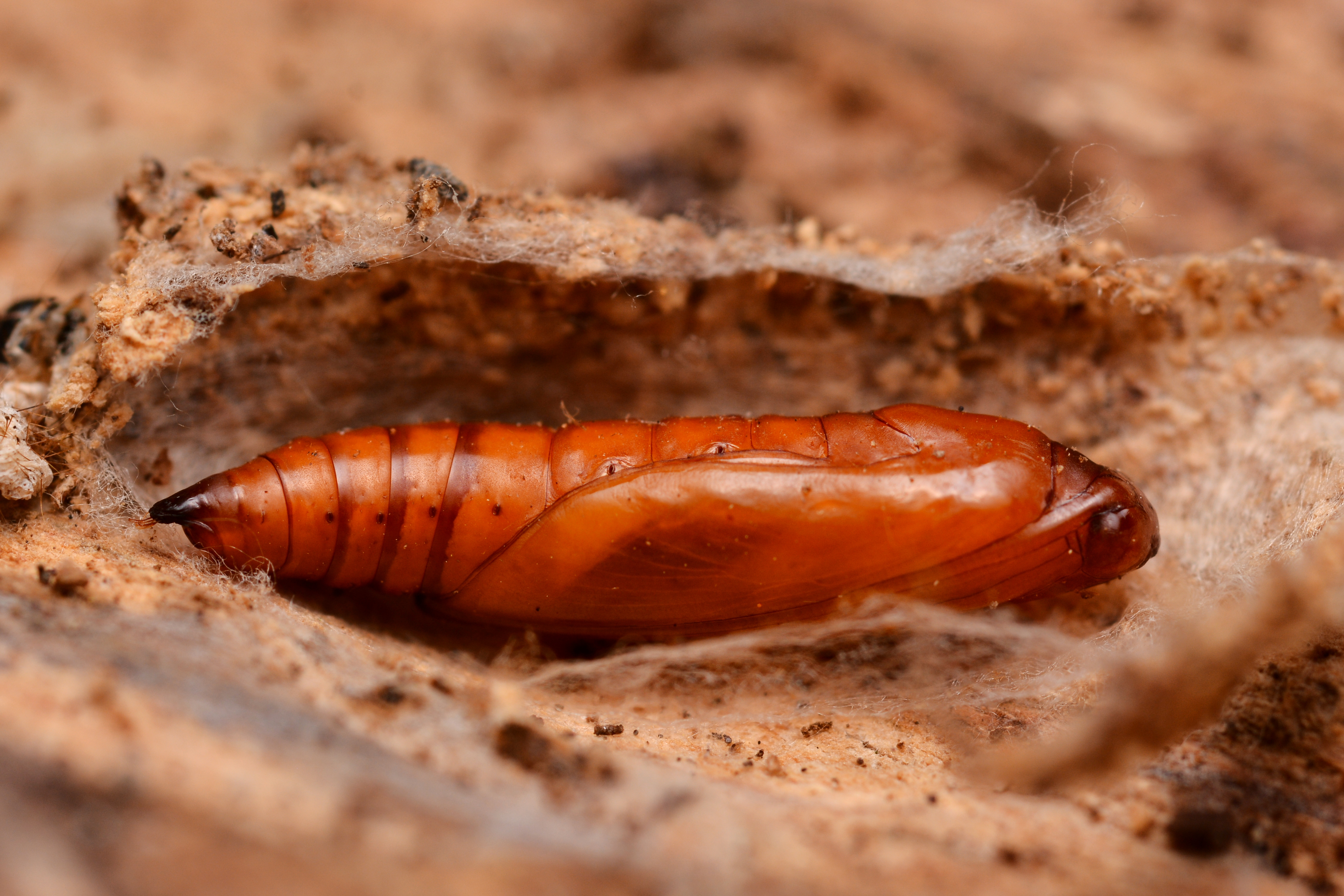
Fjärilens puppa.
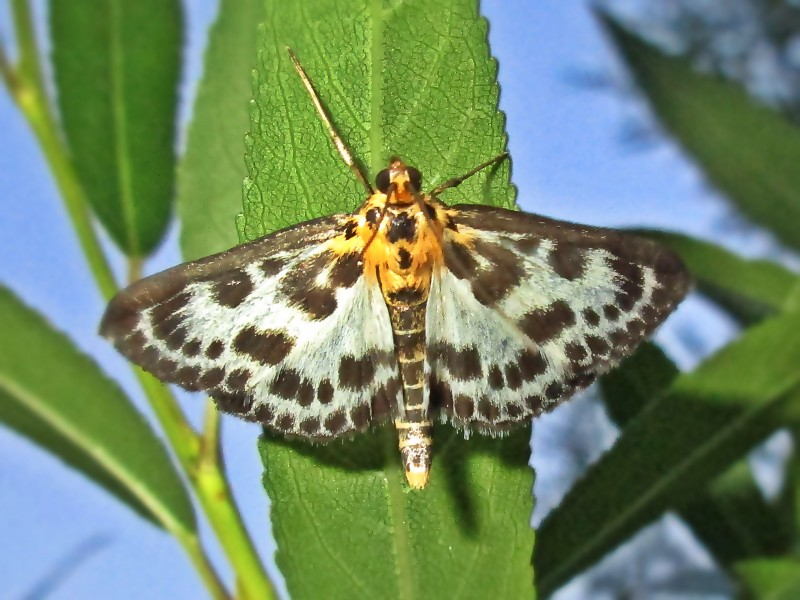
Imago fjäril
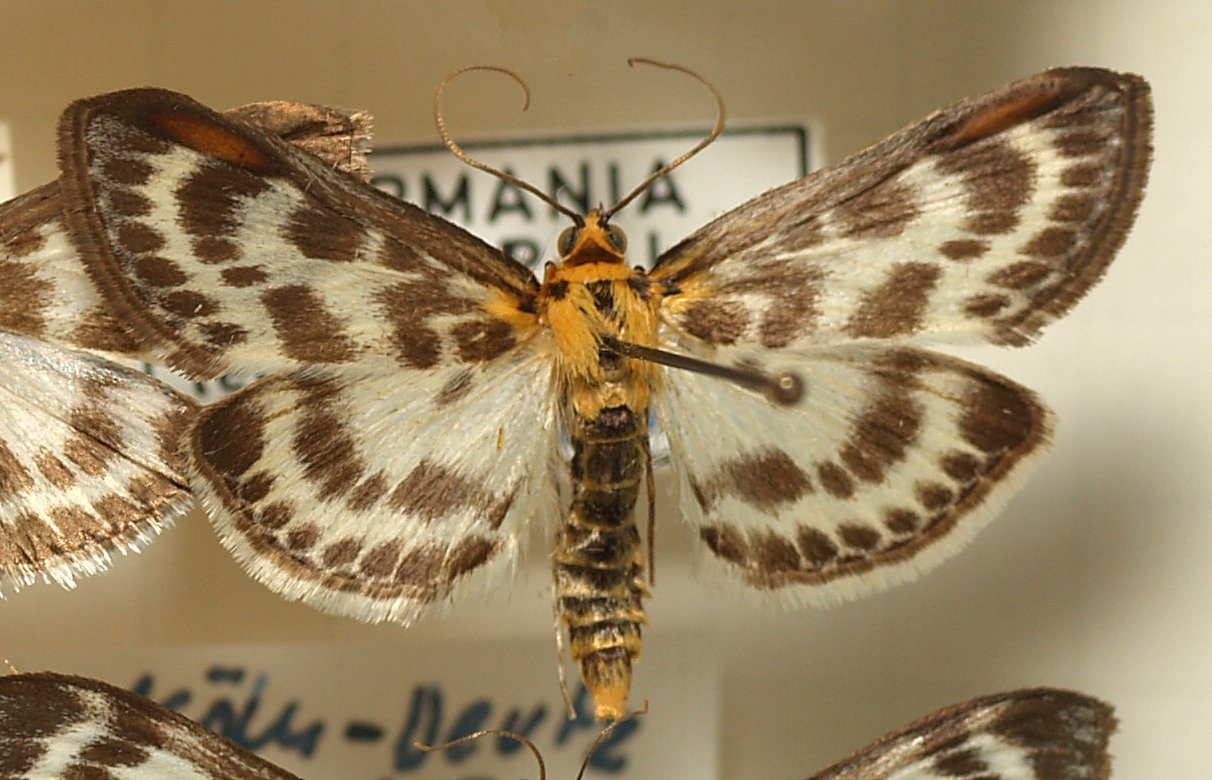
Preparerad (uppnålad) imago fjäril